# GSAT-30
GSAT-30 ist die Bezeichnung eines indischen Kommunikationssatelliten. Er ist der insgesamt 24. Satellit der GSAT-Reihe und wird von der indischen Weltraumbehörde ISRO betrieben.

## Technische Daten
Der Satellit basiert auf dem I-3K-Satellitenbus der ISRO. Er ist mit jeweils zwölf C- und Ku-Band-Transpondern ausgerüstet und versorgt Asien und Australien mit Satellitenfernsehen und VSAT-Dienstleistungen. Des Weiteren besitzt er zwei große Solarpanele und Batterien, welche zusammen etwa sechs Kilowatt Strom erzeugen. Er wog beim Start etwa 3350 kg und besitzt eine geplante Lebensdauer von mehr als 15 Jahren.

## Missionsverlauf
GSAT-30 wurde am 16. Januar 2020 mit einer Ariane-5-Trägerrakete vom Raumfahrtzentrum Guayana zusammen mit Eutelsat Konnect ins All gebracht. Als er seine geostationäre Position bei 83° Ost erreichte, löste er dort seinen Vorgängersatelliten Insat-4A ab und wurde in Betrieb genommen.

## Galerie
- Präsentationsvideo der VA251-Mission mit GSAT-30
- Präsentationsvideo des Satelliten (Arianespace)

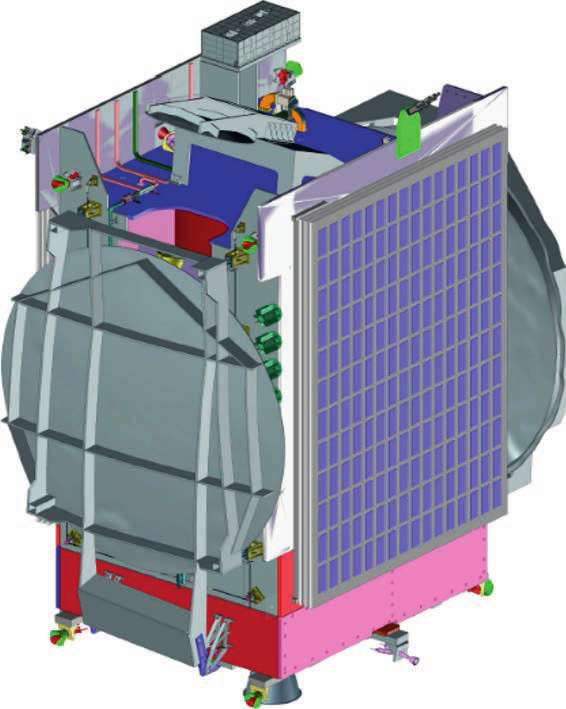
Der Satellit in zusammengefaltetem Zustand
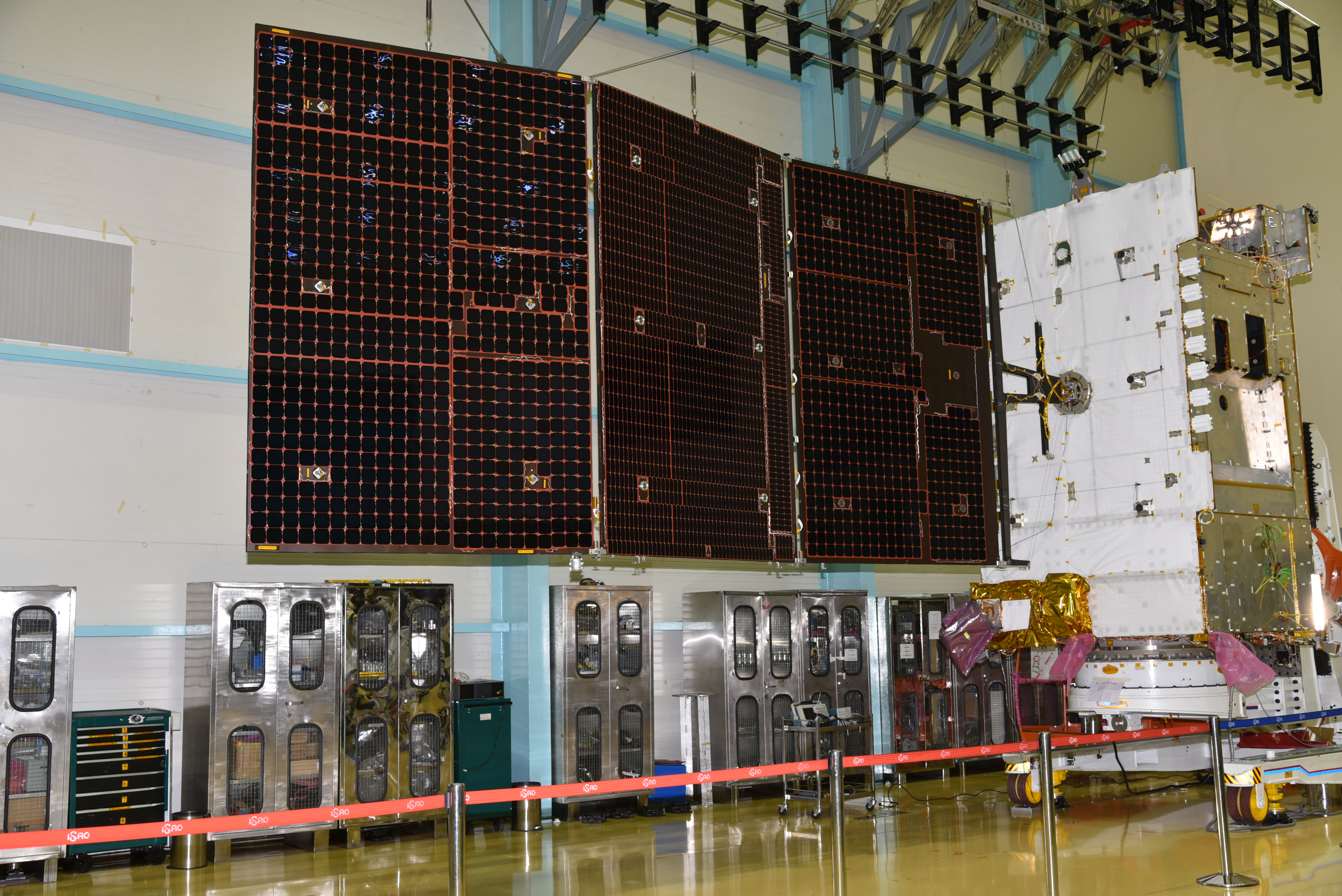
Ausklapptest der Solarpanele
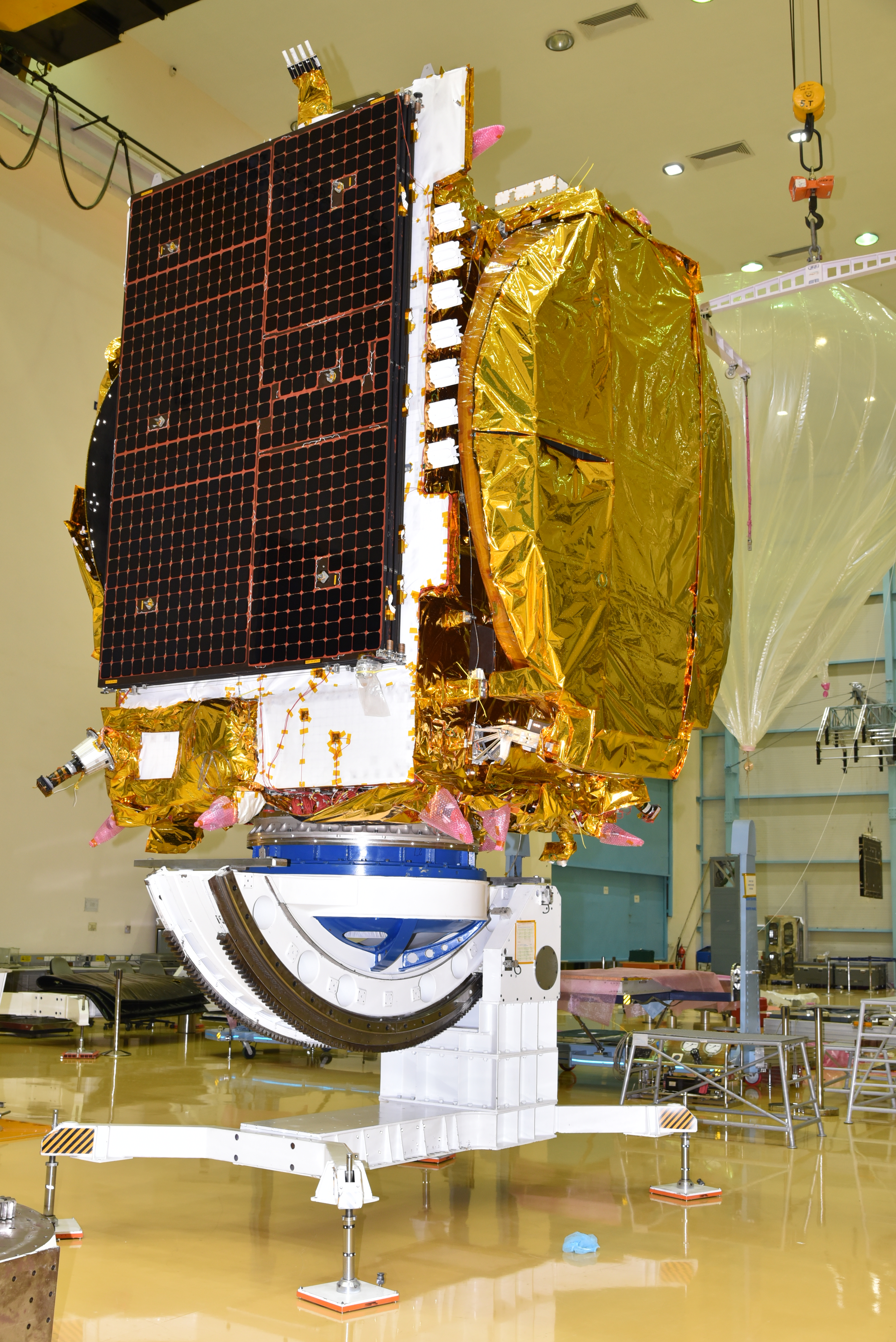
Der Satellit vor dem Start